# Вилхелм (Насау)
Вилхелм Богатия (на нидерландски: Willem de Rijke, на немски: Wilhelm der Reiche; * 10 април 1487, Диленбург; † 6 октомври 1559, Диленбург) е управляващ граф на Насау-Диленбург, Зиген, Вианден и Диц от 1516 до 1559 година.

## Живот
Той е син на граф Йохан V фон Насау (1455 – 1516) и на ландграфиня Елизабет фон Хесен-Марбург (1466 – 1523), най-възрастната дъщеря на ландграф Хайнрих III фон Хесен и Анна фон Катценелнбоген.
Вилхелм става след смъртта на баща си през 1516 г. граф на Насау-Диленбург. Наричан е Богати, заради многото му деца. Негов наследник като граф на Насау-Диленбург става вторият му син Йохан VI.

## Фамилия
Вилхелм Богатия е женен два пъти.
Първи брак: 1506 г. в Кобленц с Валбурга (* 29 октомври 1490; † 7 март 1529), втората дъщеря на Ян III от Егмонт. Те имат две дъщери:
- Елизабет (1515 – 1523)
- Магдалена (1522 – 1567)

∞ 1538 граф Херман фон Нойенар и Мьорс (1520 – 1578)
Втори брак: 20 септември 1531 г. в Горния дворец в Зиген с графиня Юлиана фон Щолберг (1506 – 1580), вдовица на граф Филип II фон Ханау-Мюнценберг (1501 – 1529). Те имат дванадесет деца:
- Вилхелм Орански (Мълчаливия) (1533 – 1584), княз на Орания-Насау
- Хермана (* 1534, умира млада)
- Йохан VI (1536 – 1606), граф на Насау-Диленбург
- Лудвиг (1538 – 1574), убит в битка
- Мария (1539 – 1599)

∞ 1556 граф Вилхелм IV фон Бергх ’с-Хееренберг (1537 – 1586)
- Адолф (1540 – 1568), убит в битка
- Анна (1541 – 1616)

∞ 1559 Албрехт фон Насау-Вайлбург-Отвайлер (1537 – 1593)
- Елизабет (1542 – 1603)

∞ 1559 граф Конрад фон Золмс-Браунфелс (1542 – 1592)
- Катарина (1542 – 1624)

∞ 1560 граф Гюнтер XLI фон Шварцбург-Арнщат (1526 – 1583)
- Юлиана (1546 – 1588)

∞ 1575 граф Албрехт VII фон Шварцбург-Рудолщат (1537 – 1605)
- Магдалена (1547 – 1633)

∞ 1567 граф Волфганг фон Хоенлое-Вайкерсхайм (1546 – 1610)
- Хайнрих (1550 – 1574), убит в битка

Той има с метреса един син Готфрид, който получава името фон Насау.